# Нышинское (сельское поселение)
Нышинское — упразднённое муниципальное образование со статусом сельского поселения в Можгинском районе Удмуртии Российской Федерации.
Административный центр — деревня Ныша.
Образовано в 2004 году в результате реформы местного самоуправления, предшественник — Нышинский сельсовет.
25 июня 2021 года упразднено в связи с преобразованием муниципального района в муниципальный округ.

## Географические данные
Находится на юго-западе района, граничит:
- на севере с Сюгаильским сельским поселением
- на западе с Кизнерским районом и Нынекским сельским поселением
- на юге с Граховским районом
- на востоке с Большесибинским и Старокаксинским сельскими поселениями

По территории поселения протекают реки: Ныша и Вишурка.

## История
До революции территория современного поселения входила в состав Поршурской волости. В результате административной реформы 1924 года Поршурская волость ликвидирована и её селения переданы в состав Можгинской волости Можгинского уезда, а также образованы Поршурский и Почешур-Каксинский сельсоветы. В 1959 году Поршурский и Почешурский сельсоветы объединены — в Новоошмесский сельсовет. 20 апреля 1978 года посёлок Ныша, деревня Новый Ошмес и выселок Мамашур объединены в один населённый пункт — посёлок Ныша и Новоошмесский сельсовет переименован в Нышинский сельсовет. В 2004 году Нышинский сельсовет был преобразован в Нышинское сельское поселение.

## Население
Из 1810 человек проживавших в 2008 году, 252 — пенсионеры. 91 человек работали в бюджетной сфере и 11 человек были зарегистрированы безработными.

## Населенные пункты
| Название        | Тип населённого пункта          | Население 2008 год             | Почтовый индекс                | ОКАТО                          |
| --------------- | ------------------------------- | ------------------------------ | ------------------------------ | ------------------------------ |
| Ныша            | Деревня, административный центр | 1014                           | 427776                         | 94 235 847 001                 |
| Комяк           | Деревня                         | 323                            | 427777                         | 94 235 847 002                 |
| Кинеусь         | Деревня                         | 13                             | 427776                         | 94 235 847 003                 |
| Поршур          | Село                            | 433                            | 427777                         | 94 235 847 004                 |
| Старый Ошмес    | Деревня                         | —                              | 427776                         | 94 235 847 006                 |
| Новый Ошмес     | Часть деревни Ныша с 1978 года  | Часть деревни Ныша с 1978 года | Часть деревни Ныша с 1978 года | Часть деревни Ныша с 1978 года |
| Мамашур         | Часть деревни Ныша с 1978 года  | Часть деревни Ныша с 1978 года | Часть деревни Ныша с 1978 года | Часть деревни Ныша с 1978 года |
| Альнецк         | Нежилая деревня с 1978 года     | Нежилая деревня с 1978 года    | Нежилая деревня с 1978 года    | Нежилая деревня с 1978 года    |
| Верхний Чемошур | Нежилой выселок с 1978 года     | Нежилой выселок с 1978 года    | Нежилой выселок с 1978 года    | Нежилой выселок с 1978 года    |
| Санча           | Нежилая деревня с 1978 года     | Нежилая деревня с 1978 года    | Нежилая деревня с 1978 года    | Нежилая деревня с 1978 года    |
| Покшур          | Нежилой выселок с 1979 года     | Нежилой выселок с 1979 года    | Нежилой выселок с 1979 года    | Нежилой выселок с 1979 года    |
| Каменногорск    | Нежилая деревня с 1981 года     | Нежилая деревня с 1981 года    | Нежилая деревня с 1981 года    | Нежилая деревня с 1981 года    |
| Дубровка        | Нежилая деревня с 1984 года     | Нежилая деревня с 1984 года    | Нежилая деревня с 1984 года    | Нежилая деревня с 1984 года    |
| Николо-Вала     | Нежилая деревня с 1984 года     | Нежилая деревня с 1984 года    | Нежилая деревня с 1984 года    | Нежилая деревня с 1984 года    |
| Качка           | Нежилая деревня                 | Нежилая деревня                | Нежилая деревня                | Нежилая деревня                |